# Georg Adolph Demmler

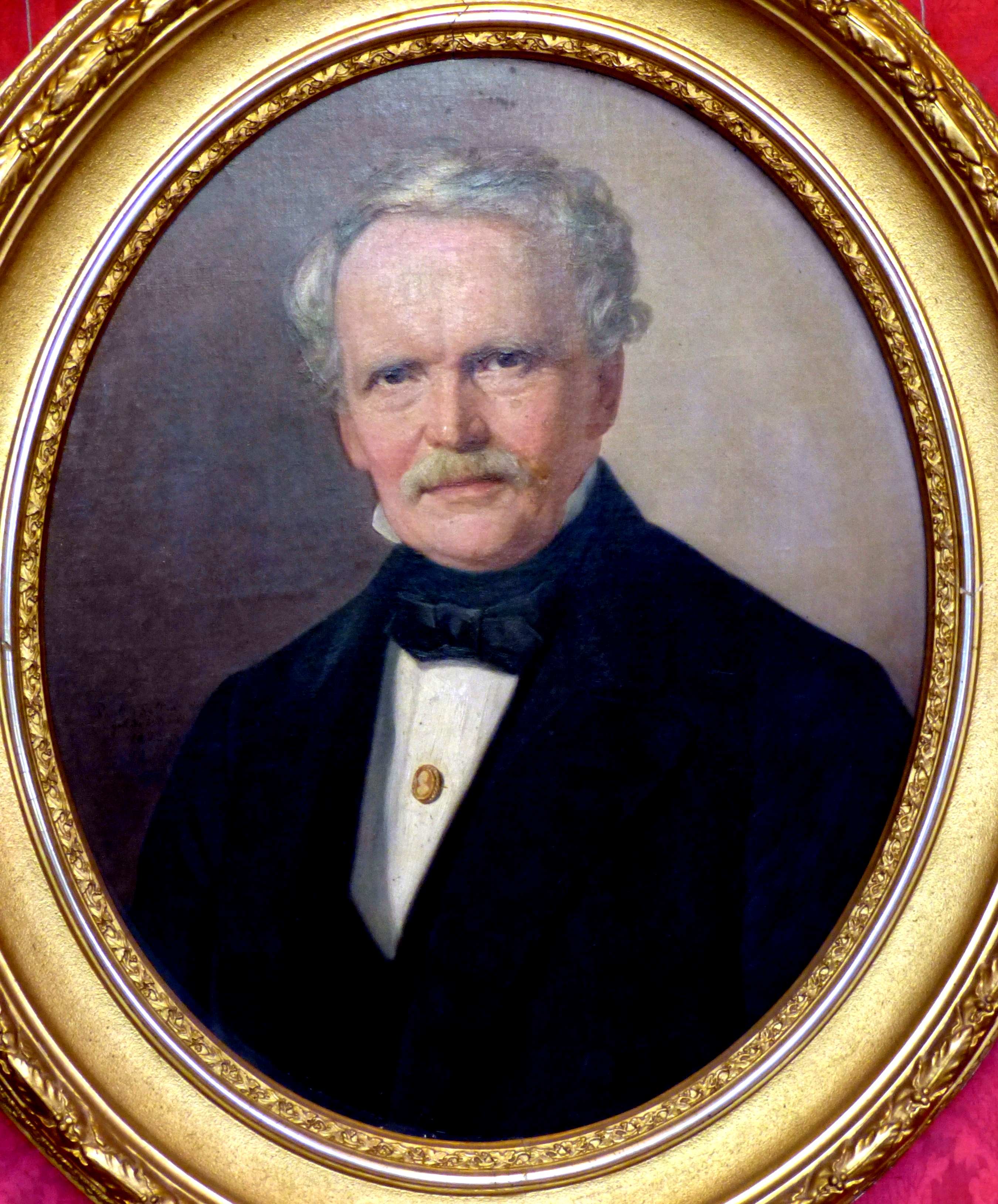
Pauline Soltau: Georg Adolph Demmler im Jahr 1873

Georg Adolph Demmler, auch: Georg Adolf Demmler (* 22. Dezember 1804 in Berlin; † 2. Januar 1886 in Schwerin) war ein deutscher Architekt, Sozialist und Politiker zunächst der linksliberalen Süddeutschen Volkspartei (DtVP) und später der Sozialistischen Arbeiterpartei Deutschlands (SAP). Als Architekt schuf er viele Bauten, die vor allem das Stadtbild Schwerins bis heute prägen. Einige sind denkmalgeschützt.

## Biografie

### Kindheit und Jugend
Georg Adolph Demmler wurde als außereheliches Kind des 45-jährigen Güstrower Schornsteinfegermeisters Johann Gottfried Demmler und der sechs Jahre jüngeren Catarina Maria Meincke, einer verwitweten Tochter des Brauereibesitzers Mau, geboren. Aus diesem Grund siedelten seine Mutter und sein Vater vor der Entbindung nach Berlin um, wo Demmler bis zu einem Alter von neun Jahren u. a. bei einer Pflegefamilie lebte. Dort besuchte er eine Privatschule, auf der Kinder ab dem fünften Lebensjahr aufgenommen und auf den Besuch des Gymnasiums vorbereitet wurden. Neben bürgerlicher Baukunst und freiem Handzeichnen gehörten auch mathematisches und Landkartenzeichen zum Unterricht.
Im Jahr 1813 trennte sich Demmlers Vater von seiner Frau und lebte von diesem Zeitpunkt an mit der Mutter seines Sohnes zusammen. Ein Ächterklärungspatent von 1816 führte dazu, dass Georg im Nachhinein als ihr (gemeinsamer) Sohn bestätigt wurde. Demmler hatte von Kindesbeinen an eine sozial gesicherte Lebensgrundlage. Sein Vater war sehr wohlhabend und besaß als Landesschornsteinfegermeister und als Mitglied des Güstrower Bürgerausschusses eine angesehene gesellschaftliche Position. Der Vater erkannte auch frühzeitig das Talent des Sohnes für das Gebiet der Architektur, denn Georg hatte bereits mit 14 Jahren den Entwurf für den Neubau des elterlichen Wohnhauses in Güstrow angefertigt. So wurde der Junge aus Berlin nach Güstrow geholt, wo er bis 1819 das Gymnasium besuchte. Der Vater förderte durch zusätzlichen Privatunterricht im Linearzeichnen, architektonischen und freien Handzeichnen die Begabung seines Sohnes für das Baufach.

### Studienjahre und Beginn der Architekten-Karriere

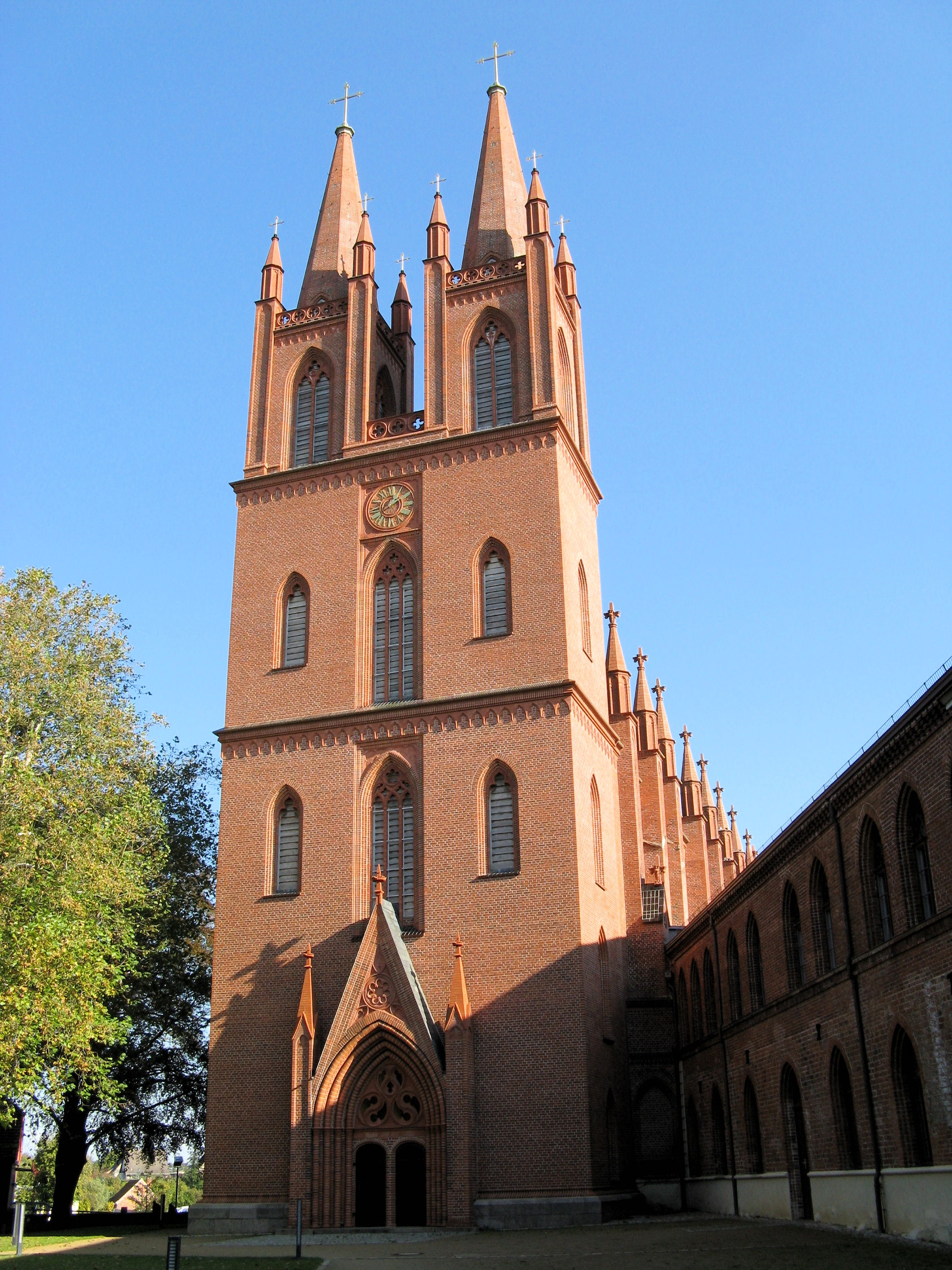
Dobbertiner Klosterkirche

Nach Abschluss des Gymnasiums studierte Demmler an der Berliner Bauakademie, wo er Schüler von Karl Friedrich Schinkel und Friedrich Gottlieb Schadow war. Ohne Anmeldung besuchte er zugleich auch naturwissenschaftliche Vorlesungen in der damaligen Universität zu Berlin. Wegen seiner seit 1821 bestehenden Mitgliedschaft in der Alten Berliner Burschenschaft Arminia wurde er 1823 von der Hochschule verwiesen. Er fand eine Anstellung als Feldmesser in Potsdam. Am 18. Juli 1823 wurde er als Bauconducteur vereidigt.
Nicht zuletzt aufgrund der Fürsprache Schinkels wurde Demmler 1824 in den mecklenburgischen Staatsdienst aufgenommen, zunächst ohne festes Gehalt und als Gehilfe des Oberlandesbaumeisters Carl Heinrich Wünsch. 1825 entging er seiner Einberufung zum Militärdienst, indem er einen Einsteher stellte, also einen Vertreter, der an seiner statt den Wehrdienst ableistete. Wünsch erkannte schnell Demmlers Talent fürs Bauen und setzte ihn bald als Baumeister vor Ort ein.
Schon 1823 legte Demmler seine ersten Entwürfe für den Bau eines neuen Glockenturmes der Dobbertiner Klosterkirche dem Klosterhauptmann Rittmeister Georg Friedrich von Raven auf Müsselmow in Dobbertin vor, doch diese wurden einstweilen zurückgestellt. Erst am 9. Februar 1825 erhielt er den Auftrag zum Turmbau nach Schinkels Entwürfen, den er 1829 begann und 1837 vollendete. Die Doppelturmanlage ist in Mecklenburg ohne jedes regionale Vorbild und ohne Nachfolge geblieben.

### In mecklenburgischen Diensten

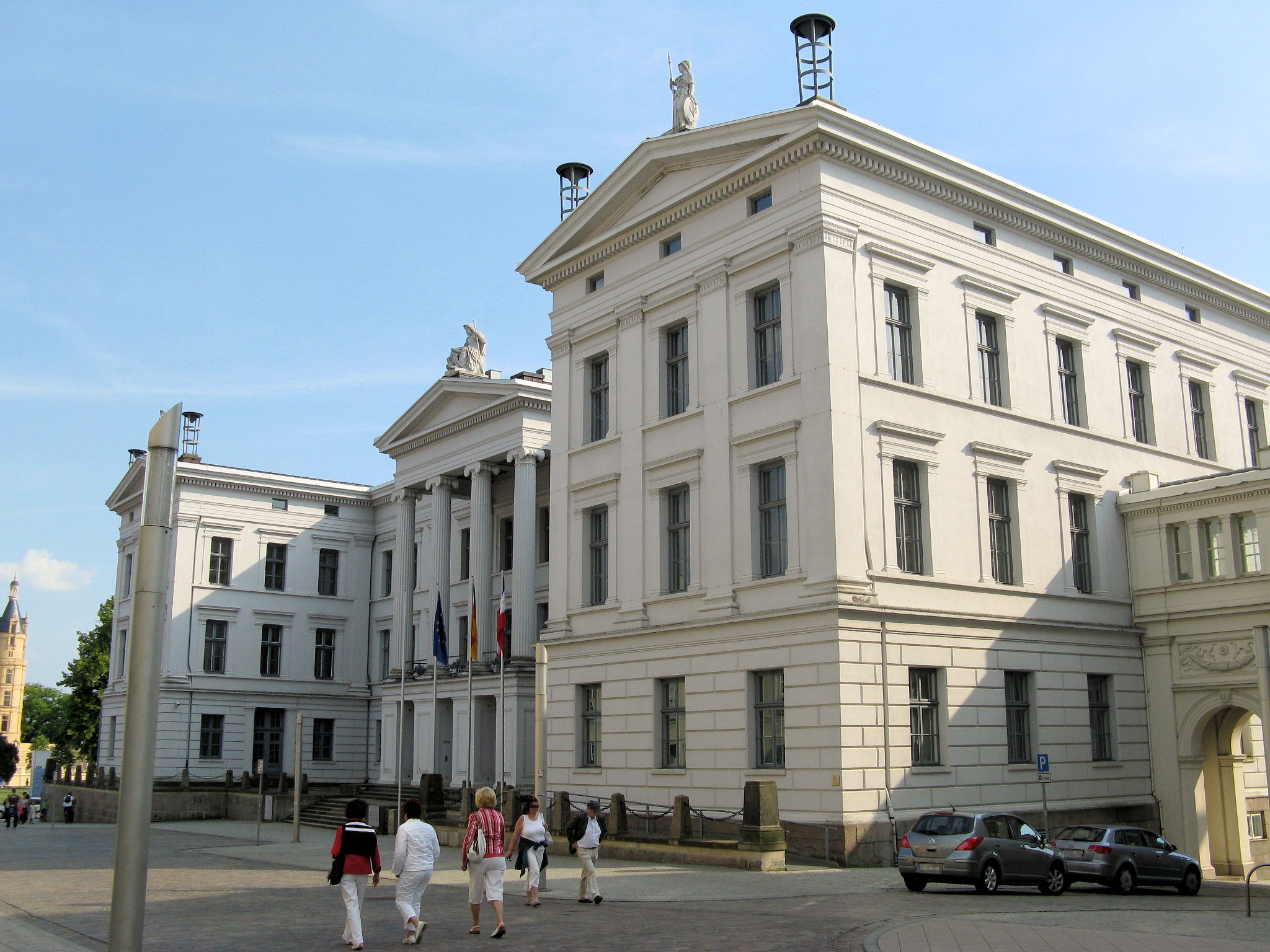
Staatskanzlei Mecklenburg-Vorpommern

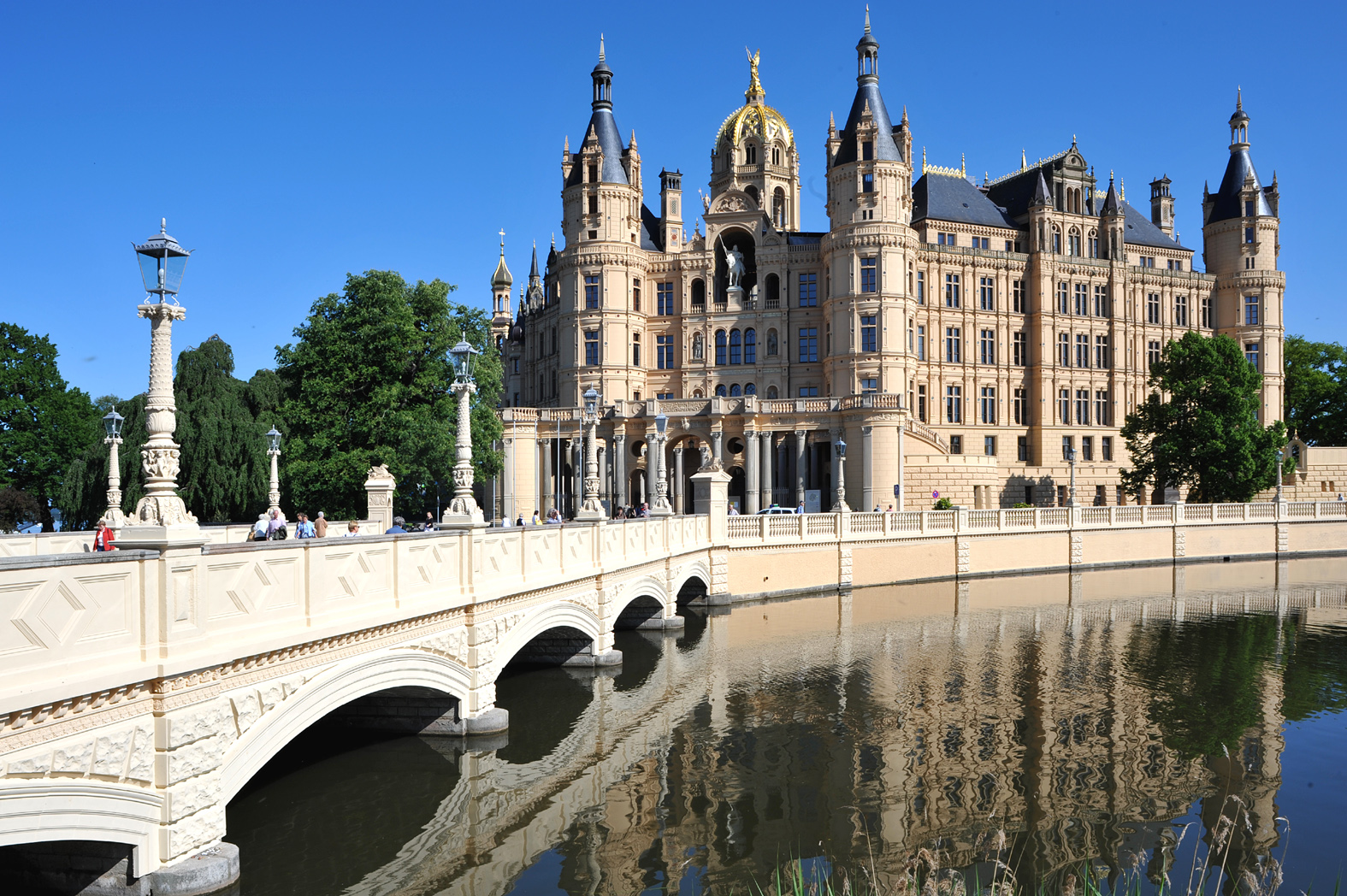
Schweriner Schloss

In mecklenburgischen Diensten wirkte Demmler vor allem in Schwerin, der Hauptstadt des Landesteils Mecklenburg-Schwerin. Ab 1830 war er zudem Lehrer an einer von Freimaurern betriebenen Schweriner Sonntagsschule und unterrichtete dort unentgeltlich Handwerkerlehrlinge. 1832 erfolgte die Ernennung zum Baumeister. Da seine Eltern im gleichen Jahr kurz nacheinander starben und ihm ein großes Vermögen hinterließen, unternahm Demmler in diesem und dem folgenden Jahr mehrere Kunstreisen durch deutsche Städte, unter anderem Frankfurt am Main, Heidelberg und München.
Im Jahr 1835 wurde Demmler zum Großherzoglich-mecklenburg-schwerinschen Landesbaumeister ernannt. Der 1837 in die Regierung getretene Großherzog Paul Friedrich förderte den Architekten, der seine ambitionierten Ausbaupläne für Schwerin umsetzen sollte, und ernannte ihn noch im gleichen Jahr zum Hofbaumeister und 1841, im letzten Jahr seiner nur fünfjährigen Herrschaft, zum Hofbaurat. Unter den Hofbeamten stieß der aus einfachen Verhältnissen stammende Demmler auf Missgunst, zumal der Baumeister direkten Zugang zum Fürsten hatte und dessen persönliches Vertrauen genoss.
Während seiner Dienstzeit entwarf Demmler die meisten Pläne für den herrschaftlichen Ausbau von Schwerin. Das erste größere Projekt in mecklenburgischen Diensten war 1824 die Bauleitung für das von Carl Heinrich Wünsch entworfene Kollegiengebäude, das als Sitz der Regierung des Großherzogtums diente und heute die Staatskanzlei von Mecklenburg-Vorpommern beherbergt. Glanzpunkte seines Wirkens waren der Umbau des Schlosses, der Neubau des Arsenals am Pfaffenteich, der Marstall, das Hoftheater in Schwerin und viele weitere (siehe Bauten und Entwürfe).
Sein eigenes Wohnhaus (Demmler-Haus) zeigte deutlich Demmlers Vorliebe für Rundbögen und Turmaufbauten. Auf dem Gelände rund um den Pfaffenteich betätigte er sich in seiner zweiten Schaffensphase in den 1860er Jahren auch als Landschaftsplaner und schuf eine Parkanlage. Um das Arsenal am Westufer des Teichs wurde die Paulsstadt nach seinem Entwurf als neuer Stadtteil angelegt. Demmlers Wirken beschränkte sich aber nicht auf repräsentative Bauten, sondern umfasste auch die Schweriner Infrastruktur. So sorgte er für eine bessere Anbindung der ungeplant entstandenen Vorstadt an den alten Stadtkern. Dieses Bauprogramm fügte sich in die Pläne Paul Friedrichs ein, der die Residenz von Ludwigslust zurück nach Schwerin verlegte. Auch Bauwerke in anderen Städten Mecklenburgs beruhen auf Demmlers Plänen, beispielsweise das Ernst-Barlach-Theater in Güstrow. An der Vervollkommnung der Bauten in Heiligendamm war Demmler maßgeblich beteiligt und errichtete mit dem Alexandrinen-Palais dort vielleicht das privateste Gebäude des Herzogspaares.

### Bürgerliches Engagement
1826 war Demmler in die Schweriner Freimaurerloge Harpokrates zur Morgenröthe eingetreten, die liberales Gedankengut pflegte. Bereits vor der Revolution von 1848 engagierte er sich sozial. Er setzte sich vor allem für gerechte Löhne und die Krankheits- und Unfall-Absicherung für Arbeiter und Handwerker ein und begann, obwohl selbst eher ein Liberaler, mit der Arbeiterbewegung zu sympathisieren. Für „seine“ Schlossarbeiter richtete er einen Fonds für Kranken- und Unfallgeld ein. Solches umfassendes soziales Sicherungssystem gab es im gesamten Großherzogtum Mecklenburg bis dahin noch nicht.
Außerdem entwarf er Systeme für sozial gestaffelte Lohnzuzahlungen. Im Jahr 1848 ließ sich der inzwischen in Schwerin bekannte Architekt Georg Demmler als Kandidat für die Wahl zum neuen Landesparlament aufstellen. Er wurde als Abgeordneter gewählt und war alsbald beteiligt an fortschrittlichen Regelungen in der neuen Verfassung: das Bauernlegen, die Prügelstrafe, die Todesstrafe sowie die herrschaftliche Gerichtsbarkeit auf den Gütern konnten zunächst abgeschafft werden. Das blieb jedoch nicht lange so, denn die Reaktion kippte bald die erste bürgerliche Verfassung, und die alte städtische Ordnung wurde wieder eingeführt. Gegen diesen Rückschritt trat Demmler mehrmals öffentlich auf und verlor damit seine Position als Hofbaumeister. Zudem forderte ihn Friedrich Franz II. auf, „alle oppositionellen Handlungen“ unverzüglich einzustellen. Demmler zog nun die Konsequenz, am Schweriner Hof zu kündigen, eine Pension wurde ihm zugleich verwehrt. Das umzubauende Schweriner Schloss wurde ab sofort unter die Leitung von Friedrich August Stüler gestellt und ohne seine Mitwirkung im Jahr 1857 vollendet.
1845 wurde Demmler in den Schweriner Bürgerausschuss gewählt. Ab diesem Zeitpunkt gehörte er außerdem bis 1849 dem Reformverein der Stadt an. Er setzte sich vor allem für die Pressefreiheit, eine Reform der Kommunalgesetze und eine Verfassungsreform für ganz Mecklenburg ein.
1850 trat er massiv gegen den Freienwalder Schiedsspruch ein, der die neue Verfassung von 1849 aufhob und das alte ständische Grundgesetz wieder einführte. Er forderte alle bürgerlichen Gremien und Vertretungen auf, dem Schiedsspruch nicht zuzustimmen. Insbesondere aus diesem Grund wurde er 1851 von der neuen, vom Fürsten eingesetzten Regierung wegen angeblicher Illoyalität unter Druck gesetzt. Er reichte daraufhin seine Kündigung ein, wurde ohne Pension entlassen und musste auch den Bürgerausschuss verlassen. Demmlers persönliches Verhältnis zur Fürstenfamilie um den neuen Großherzog Friedrich Franz II. blieb aber gut. Auf die Pension war er dank des elterlichen Erbes nicht angewiesen. Der Schlossbau wurde von Friedrich August Stüler vollendet, der jedoch zahlreiche Änderungen vornahm. Demmler wurde in den folgenden Jahren deutschland- und europaweit politisch aktiv und nahm an zahlreichen Kongressen der sich formierenden Arbeiter- und Gewerkschaftsbewegung teil. Nach längeren Reisen durch Europa, unter anderem nach England, Schottland, Frankreich, Italien und in die Schweiz, kehrte er 1857 nach Schwerin zurück, wo er wieder Mitglied des Bürgerausschusses wurde.

### Wendung zur Sozialdemokratie und fachliches Engagement

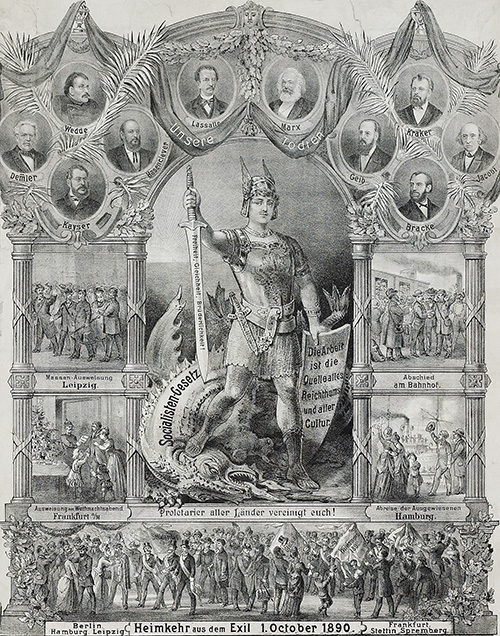
Plakat zur Aufhebung des Sozialistengesetzes 1890. Ehrung der Toten, darunter Demmler (links oben).

1859 war er einer der Gründer des Deutschen Nationalvereins in Frankfurt am Main, zu deren linkem Flügel er fortan zählte. Seit diesem Jahr nahm er auch regelmäßig an den Stiftungsfesten des Bildungsverein für Arbeiter in Hamburg teil. Im Jahr 1861 wählte ihn der Mecklenburgische Gewerbeverein zu seinem Vorsitzenden. Allerdings blieb Demmler auch als Architekt aktiv: Er trieb die Anlage des Neuen Friedhofs (heute Alter Friedhof) voran, der 1863 eröffnet wurde, und legte 1863 dem Magistrat der Stadt einen Erweiterungs- und Verschönerungsplan der Residenzstadt Schwerin vor, der eine Ausweitung der Stadt nach Süden und Osten und vor allem die Veränderungen rund um den Pfaffenteich vorsah.
1864 wurde auf Demmlers Initiative eine Baugewerkeschule gegründet. Er war auch einer der Autoren des fünfbändigen Werks Mecklenburg. Ein Jahrbuch für alle Stände, das von 1844 bis 1848 regelmäßig erschien und mehrfach von der Zensur verboten wurde.
Demmler war Delegierter des Lausanner Kongresses der Internationalen Arbeiterassoziation (IAA). In der Folge gehörte er 1867 zu den Gründern der Friedens- und Freiheitsliga in Genf, welche die Schaffung der Vereinigten Staaten von Europa anstrebte, um zukünftige Kriege auf dem Kontinent zu vermeiden. Fortan unterstützte er die Bestrebungen der IAA auch finanziell. Seine ablehnende Haltung gegenüber einer Reichseinigung von oben mit Hilfe von Blut und Eisen unter preußischer Führung sowie der Verfassung des Norddeutschen Bundes bewogen ihn, sich im Jahr 1868 an der Gründung der linksliberalen DtVP in Stuttgart zu beteiligen, worüber sich Kontakte zur Sächsischen Volkspartei ergaben, einer radikaldemokratischen und linksliberalen Partei mit sozialistischen Ansätzen, in der wiederum August Bebel und Wilhelm Liebknecht vom Vereinstag Deutscher Arbeitervereine (VDAV) eine wichtige Rolle spielten und unter deren Einfluss dieser mehr und mehr eine sozialistische Richtung einnahm. Im Jahr 1868 nahm Demmler

„in alter Verbundenheit mit den Bauarbeitern [...] als Delegierter der Schweriner Maurergewerkschaft an der Generalversammlung der deutschen Maurer und Steinhauer in Leipzig teil, besuchte den I. Kongress der Zimmerer Deutschlands in Braunschweig und beteiligte sich schließlich am Vereinstag des Verbandes deutscher Arbeitervereine in Nürnberg, der die Weichen zur Gründung der Sozialdemokratischen Arbeiterpartei (SDAP) ein Jahr später in Eisenach stellte.“

Gegen die Gründung des Norddeutschen Bundes opponierte Demmler zunächst, weil Mecklenburg einen Teil seiner Souveränität abgeben musste. Nach der Reichsgründung wurde er jedoch in den neuen Strukturen politisch aktiv. So kandidierte er anlässlich der Wahl zum 2. Deutschen Reichstag am 10. Januar 1874 in den Wahlkreisen Herzogtum Sachsen-Altenburg und Württemberg 5 (Eßlingen am Neckar, Nürtingen, Kirchheim unter Teck, Urach). Hier erreichte er mit 27,3 % der abgegebenen Stimmen das beste Wahlergebnis eines Sozialisten in Württemberg in den 1870er und 80er Jahren. In der Stadt Eßlingen lag sein Stimmenanteil sogar bei 60 % und auch in der Stadt Nürtingen erhielt er mehr Stimmen als der konservativ-liberale Wahlkreisgewinner Georg Friedrich von Lenz, der für die Nationalliberale Partei angetreten war. Im Oberamtsbezirk Nürtingen kam Demmler immerhin auf 33 % der Stimmen. Dazu ist anzumerken, dass bei dieser Wahl die SDAP ein Wahlbündnis mit der linksliberalen Deutschen Volkspartei (DtVP) eingegangen war, nachdem die beiden linksstehenden Parteien auf Gegenkandidaturen verzichtet hatten und das progressive Lager daher nicht gespalten war. Die Literatur widerspricht sich in der Frage, für welche der beiden Parteien Demmler bei der Wahl angetreten war. Bei den Reichstagswahlen 1876 und 1877 kandidierte er erneut, diesmal definitiv für die SAP, in der die SDAP nach der Vereinigung mit dem Allgemeinen Deutschen Arbeiterverein (ADAV) auf dem Gothaer Parteitag 1875 aufgegangen war. Die letzte Kandidatur war erfolgreich, er wurde als Vertreter der Sozialisten im Leipziger Landkreis in den Reichstag gewählt und bekam seinen Platz direkt neben August Bebel.
Angesichts des Sozialistengesetzes von 1878 verzichtete Demmler auf eine Wiederwahl und zog sich ins Privatleben zurück. 1880 unternahm er eine Italienreise mit seiner Nichte Elisabeth Mau.

## Privates
Am 9. Dezember 1833 heiratete Georg Adolph Demmler Maria Henriette Zickermann, Tochter eines Schweriner Kriegsrats. Die Ehe blieb nach zwei Fehlgeburten kinderlos. In den Mecklenburg-Schwerinschen Anzeigen vom 18. Dezember 1833 ist zu lesen: Ihre am gestrigen Tage vollzogene eheliche Vereinigung zeigen gehorsamst an. Baumeister Demmler, Henriette Demmler, geb. Zickermann. Schwerin, den 10ten Decmbr. 1833.

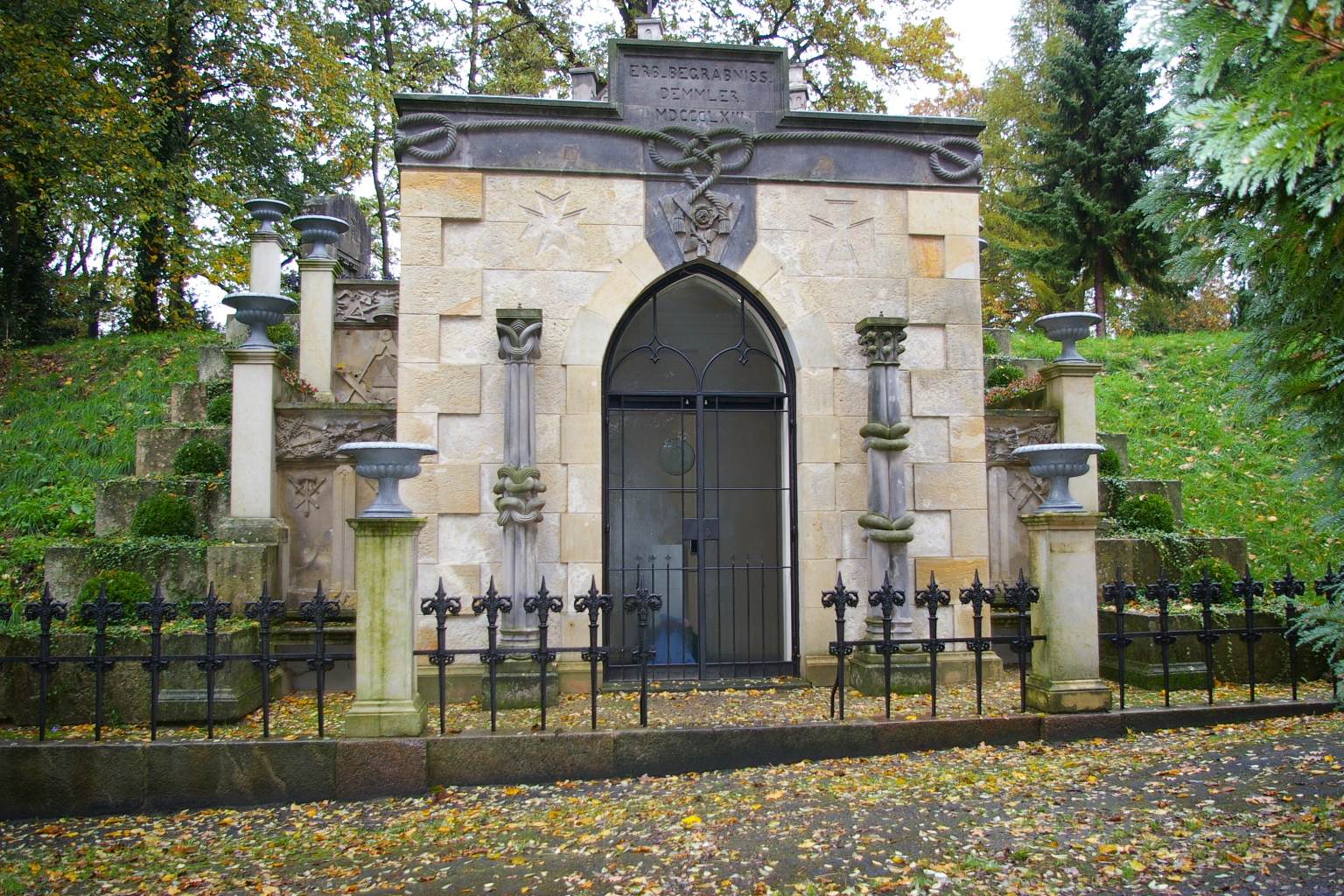
Demmler-Mausoleum Schwerin

Demmler starb im Alter von 81 Jahren und wurde auf dem (heutigen) Alten Friedhof in Schwerin in der von ihm selbst entworfenen und 1863/64 errichteten Grabkapelle beigesetzt, in die auch seine 1862 verstorbene Frau überführt war. In der Grabkapelle verewigte Demmler wichtige freimaurerische Symbole und Architekturstile. Der Eingang zur Kapelle wird in Anlehnung an den Tempel Salomons von zwei Säulen eingefasst, was durch die darüber liegende Namensgebung hervorgehoben wird.
In seinem Testament hatte er verfügt, dass in jedem Jahr jeweils 1000 Mark aus seiner Familienstiftung an alte und kranke Schweriner Maurer und Zimmerleute ausgezahlt werden sollten. Wegen Rechtsstreitigkeiten wurde dieser Wunsch jedoch nie erfüllt.

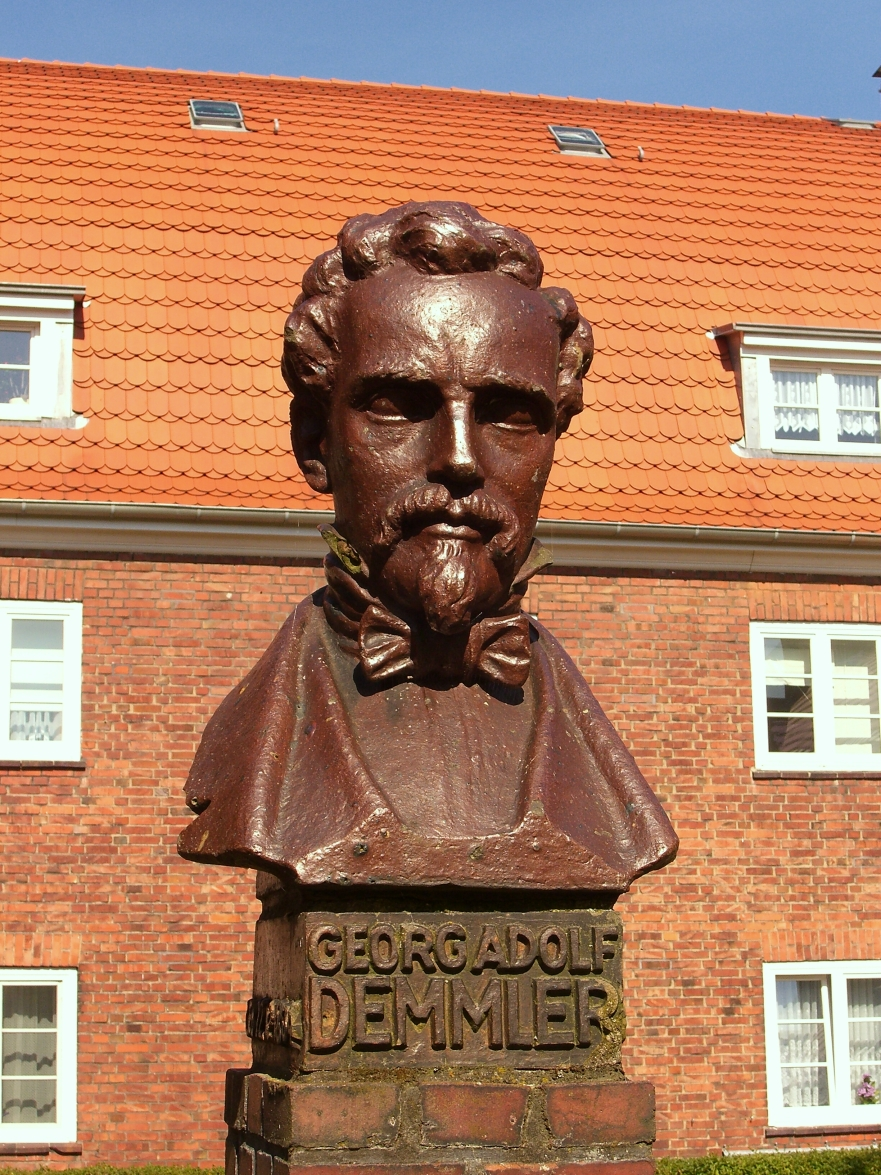
Demmlerbüste (Künstler unbekannt, Zuschreibung an Maximilian Preibisch)

## Ehrungen und Würdigungen
- In Schwerin:
  - Demmlerplatz und Demmlerstraße
  - Demmlerbüste aus Terrakotta im Demmlerhof, Wismarsche Straße 307/317
  - Demmlersaal im Altstädtisches Rathaus; hier tagt u. a. die Schweriner Stadtvertretung
  - Berufliche Schule Bautechnik Georg Adolf Demmler war eine auf Bautechnik spezialisierte Berufsschule in Schwerin.
- Straßenbenennungen in der
  - Hansestadt Rostock
  - Stadt Ribnitz-Damgarten
  - Stadt Güstrow
- Demmler-Verlag in Ribnitz-Damgarten
- 1914 gab der Berliner Journalist Bruno Mertelmeyer Demmlers Autobiographie eines großen Baumeisters heraus mit verkürzten und überarbeiteten Originaltexten von Demmler.

## Bauten und Entwürfe (Auswahl)

### Überblick

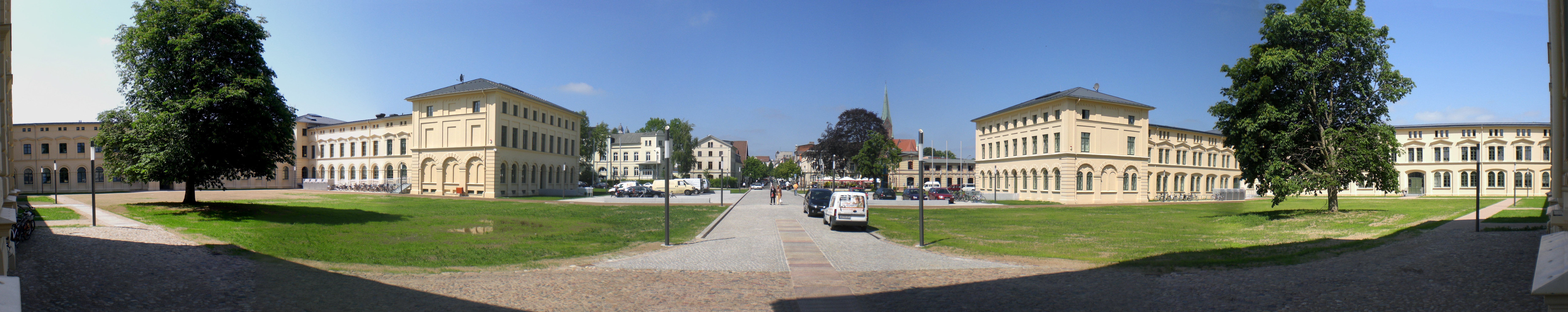
Innenhof des Marstalls,
180-Grad-Panorama

- In den 1820er Jahren entwarf Demmler Pläne für öffentliche und herrschaftliche Gebäude in Schwerin wie das Städtische Krankenhaus in der Werderstraße.[1]
- 1829–1837: Doppelturmanlage, 1838–1851 äußere Umbauung der Dobbertiner Klosterkirche
- 1834/1835: Fassade des Altstädtischen Rathauses[1] im Tudorstil
- 1836: Theater in Schwerin, das später abgebrannt ist[1]
- 1838–1843: Marstall, seit den 1990er Jahren Sitz des Sozial- und Bildungsministeriums
- 1845: Beginn des Umbaus des Schlosses, seit den 1990er Jahren Sitz des Landtages sowie  Errichtung des Arsenals am Pfaffenteich (beherbergt seit den 2000er Jahren das Innenministerium)
- Hoftheater in Schwerin, das im April 1882 abbrannte[17]
- Hotel du Nord in Schwerin, 1909 abgerissen und durch den Neubau des Hotels Nordischer Hof ersetzt[18]
- Klassizistische Berliner Torhäuser und Güstrower Torhäuser von 1844
- Sein eigenes Wohnhaus (heute Mecklenburgstraße 1)
- Ostseebad Heiligendamm – bis 1870 wurde das „einzigartige klassizistische Gesamtkunstwerk aus Bade- und Logierhäusern“ von den Baumeistern Johann Christoph Heinrich von Seydewitz (18. Jh.), Carl Theodor Severin begonnen, von Georg Adolph Demmler vollendet.[19]

### Schloss Schwerin

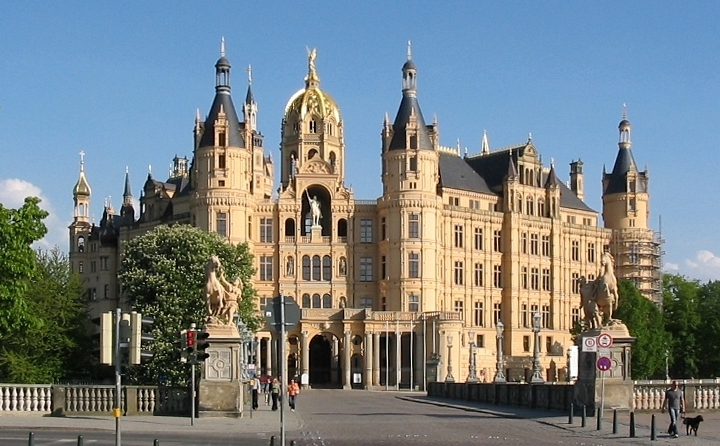
Schweriner Schloss

Eines der wichtigsten Werke Demmlers sollte das neu zu errichtende Schweriner Schloss werden. Der 1837 residierende Großherzog Paul Friedrich I. gab seinem frisch berufenen Hofbaumeister den Auftrag zum Bau eines neuen herrschaftlichen Palais’, das abseits des alten Schlosses auf der Ostseite des Alten Gartens entstehen sollte. Paul Friedrich I. starb jedoch, bevor das neue Schloss aus seinen Fundamenten emporgewachsen war. Der herrschaftliche Nachfolger, Friedrich Franz II. stoppte das Bauprojekt und verlangte dagegen einen radikalen Umbau des alten Schlosses. Für die Umbauarbeiten galt, das auf einer Insel gelegene Gebäudeensemble, das bis zur Verlegung der Residenz 80 Jahre lang keine dauerhafte Fürstenwohnung mehr gewesen war, entsprechend den Erfordernissen und Vorstellungen der Zeit umzugestalten. Die bis dahin entstandene Ansammlung verschiedener Stilrichtungen waren zu einem einheitlichen Ganzen umzuformen.
Der Großherzog veranstaltete nun einen Architektur-Wettbewerb, an welchem sich u. a. auch Gottfried Semper beteiligte. Nach einer kurzen Studienreise entschied sich Georg Demmler für das französische Loire-Schloss Chambord als Vorbild und gewann die Ausschreibung. Gemeinsam mit seinem Gehilfen Hermann Willebrand, der auch die unmittelbare Bauleitung übernahm und bis zur Fertigstellung 1857 innehatte, zeichnete er die Entwürfe, unter anderem auch für die Schlossbrücke. Ältere Gebäudeteile wurden abgerissen. Die vorhandenen Elemente aus dem 16. und 17. Jahrhundert bezog Demmler bewusst in sein neues Werk ein. 1843 begannen die Arbeiten, an der zeitweilig bis zu 800 Menschen beteiligt waren. 1847 war mit dem Hauptturm an der Seeseite der erste größere Bauabschnitt vollendet. Neben Demmler wirkten weitere in ganz Deutschland bekannte Architekten wie Friedrich August Stüler, Gottfried Semper und Ernst Friedrich Zwirner als Ideengeber am Schloss mit.

## Veröffentlichungen

### Eigene
- Actenstücke betreffend die Dienstentlassung des Hofbauraths Demmler in Schwerin : nebst einigen an diesen Fall geknüpften Bemerkungen über die Stellung der Staatsdiener im Großherzogthum Mecklenburg-Schwerin. Hoffmann & Campe, Hamburg 1851
- Der Erweiterungs- und Verschönerungsplan der Residenzstadt Schwerin in seiner Entstehung und geschichtlichen actenmäßigen Entwickelung von 1862 bis Ende August des Jahres 1866 / mitgetheilt und mit Bemerkungen begleitet von G. A. Demmler. Mit einer Karte in zwei Sectionen, vier lithographirten Tafeln und einer graphischen Darstellung der Einwohnerzahl während des Zeitraums von 1835 bis 1862 mit den darauf basierten Rentabilitäts-Berechnungen. Hildebrandt, Schwerin 1866 (Digitalisat)
- Den Herren Deligirten der deutschen Mauer- und Steinhauer-Gewerkschaften.  Bärensprung, Schwerin 1868
- Petition an den Reichstag des Norddeutschen Bundes von Seiten der Vorstände der Maurer- und Zimmergesellenschaften zu Schwerin. Namens und im Auftrage ihrer Cameraden, betreffend die Gewerbe-Ordnung. Mit einer Denkschrift des Hofbaurath Demmler über die Bedeutung der landesherrlichen Zunftrollen Mecklenburgs und ihren Werth für den Gesellenstand aller Zünfte, insbesondere für den der Maurer und Zimmerer. Selbstverlag, 1869
- Neues und Altes. Eine Vertheidigungsschrift. Hilb's Buchdruckerei, Schwerin 1874 (Digitalisat)
- Wie der Epikuräer zum Sozialisten ward. In: Bruno Mertelmeyer: Altmecklenburg. Plaudereien. Hanow, Berlin 1881, S. 53–62
- Der Dom zu Schwerin in seinem unbestreitbaren Recht auf einen in Größe und Baustyl ihm würdigen Thurm. Ein öffentliches Mahnwort an den Hochwürdigen Oberkirchenrath zu Schwerin. Schmale, Schwerin 1883